# 鋼仁戦記
『鋼仁戦記』（ごうじんせんき）は、1998年8月6日にトンキンハウスより発売されたプレイステーション用シミュレーションロールプレイングゲームソフト。

## あらすじ
島国「クナガミ」へと辺境の小国「ヒムカ」が人型兵器『鋼仁』を用いて侵略しはじめた。
暴君とかしたライオウラは正体不明の兵器『鋼仁』を操りクナガミ全土を支配下におさめようと破竹の勢いで勢力を拡大していく。その長く続いた戦乱に、今、終幕が引かれようしていた。
すべての謎を解き明かす闘いがここからはじまる。熱き黒鋼に授けられし魂よ、我が方に力をもたらせ。

## 登場人物
- イサマル - 主人公。白い髪、白い肌の少年。気がつくと記憶もなくムクロ島監獄に幽閉されていた。

運命に導かれるように闘いに飛び込むことになる。
- ライオウラ - 名君として名の知れた王であったが豹変し、クミナガを侵略。

## 関連書籍
- 鋼仁戦記　著者：霧咲遼樹/伊藤洋行　電撃文庫刊